# غالين ايفانوف
غالين ايفانوف (بالبلغارية: Галин Иванов)‏ (15 أبريل 1988 بكازنلاك في بلغاريا - ) هو لاعب كرة قدم بلغاري في مركز الهجوم. شارك مع منتخب بلغاريا تحت 19 سنة لكرة القدم ومنتخب بلغاريا تحت 21 سنة لكرة القدم. أما مع النوادي، فقد لعب مع أرمينيا بيليفيلد وسامسون سبور وسلافيا صوفيا وليفسكي صوفيا ونادي بيروي ستارا زاغورا ونادي خزر لنكران ونادي ليتكس لوفتش.

## وصلات خارجية
- غالين ايفانوف على موقع الاتحاد الأوربي (الإنجليزية)
- غالين ايفانوف على موقع اتحاد تركيا (لاعب) (الإنجليزية)
- غالين ايفانوف على موقع قاعدة بيانات كرة القدم.إي يو (الإنجليزية)
- غالين ايفانوف على موقع بيانات كرة القدم. دي إي (الألمانية)
- غالين ايفانوف على موقع ناشيونال فوتبول تيمز (الإنجليزية)
- غالين ايفانوف على موقع Soccerway.com (الإنجليزية)
- غالين ايفانوف على موقع عالم كرة القدم.نت (الإنجليزية)